# Миран
Ричард Гарсия Миранда да Силва – Миран е бразилски футболист, нападател. Състезава се за отбора на Прогрес. Висок е 192 см и тежи 86 кг. Притежава отлична игра с глава, техничен, с добри далечни и завършващи удари. Пристига във Вихрен от португалския Портимоненсе.